# Suciu de Sus, Maramureș
Suciu de Sus este satul de reședință al comunei cu același nume din județul Maramureș, Transilvania, România.

## Istoric
Prima atestare documentară: 1325 (poss. Zuchtu in campo superiori). 

## Etimologie
Etimologia numelui localității: Suciu (< subst. suci „blănar, cojocar" < magh. szűcs „blănar”) + de + Sus. 

## Așezământ monahal
- Mănăstirea ortodoxă Breaza, cu hramul „Sfânta Treime” (1954-1958).

## Tradiții
Locuitorii satelor Suciu de Sus se numesc suceni. 

## Imagini

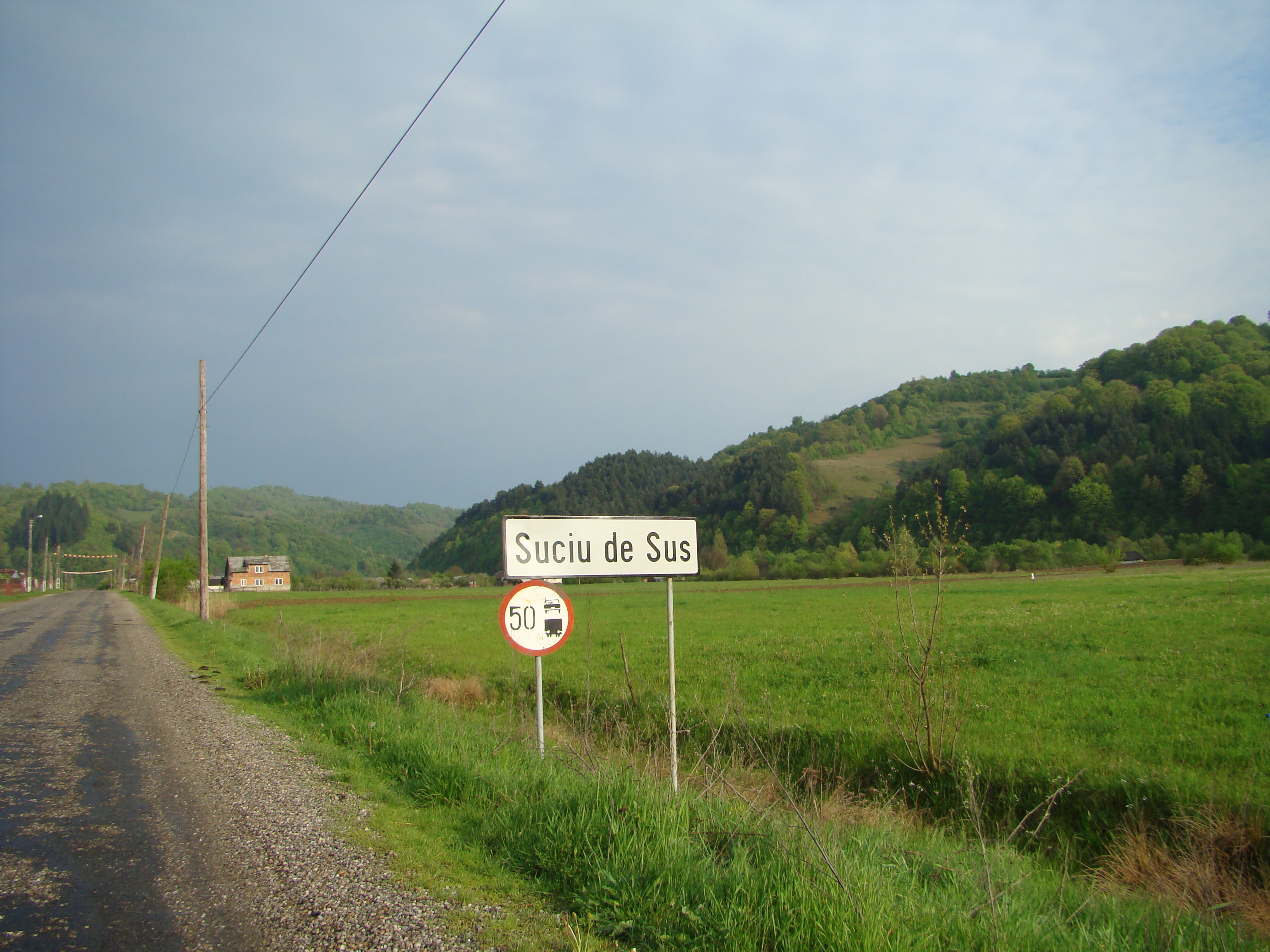
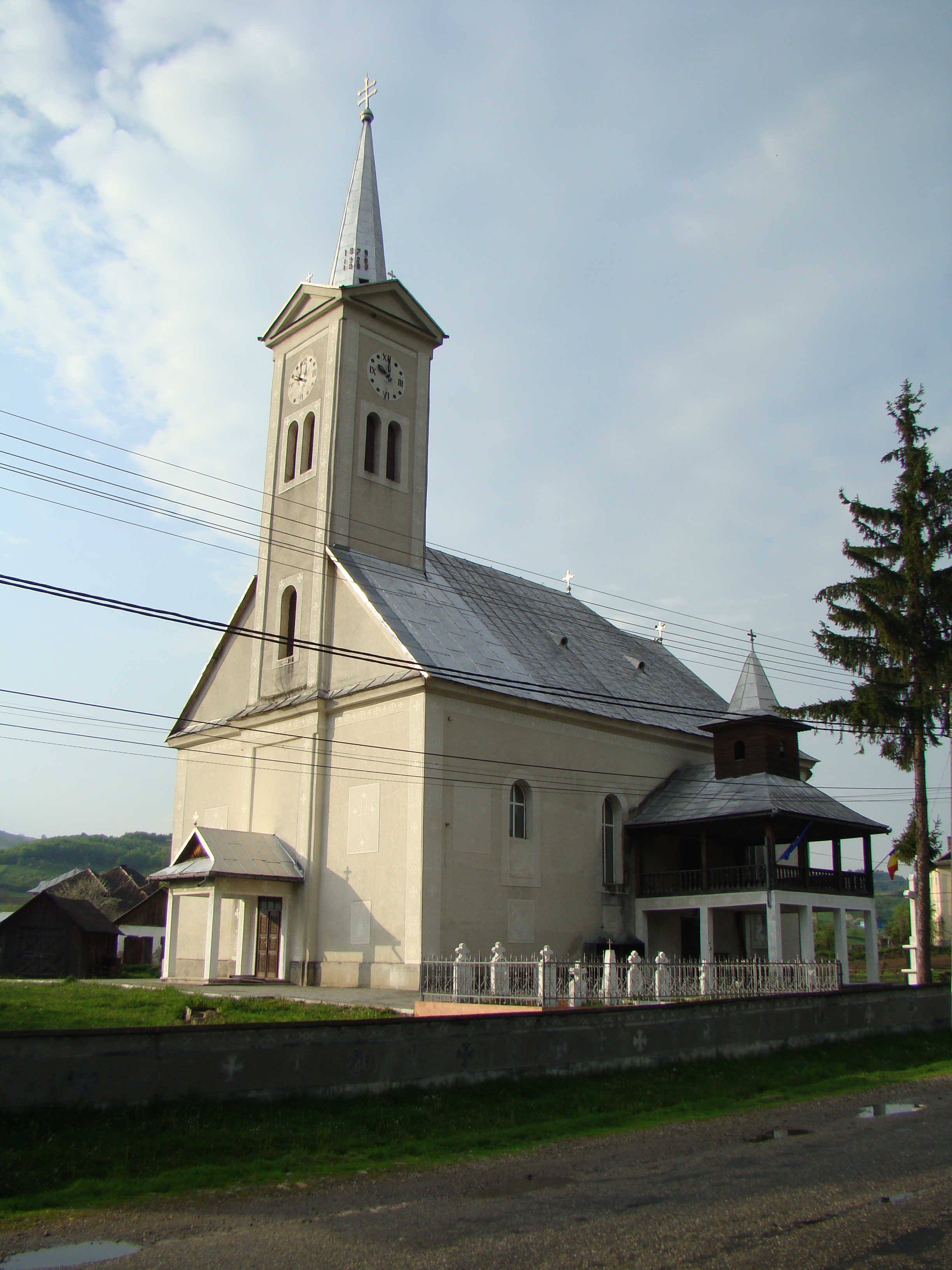
Biserica ortodoxă
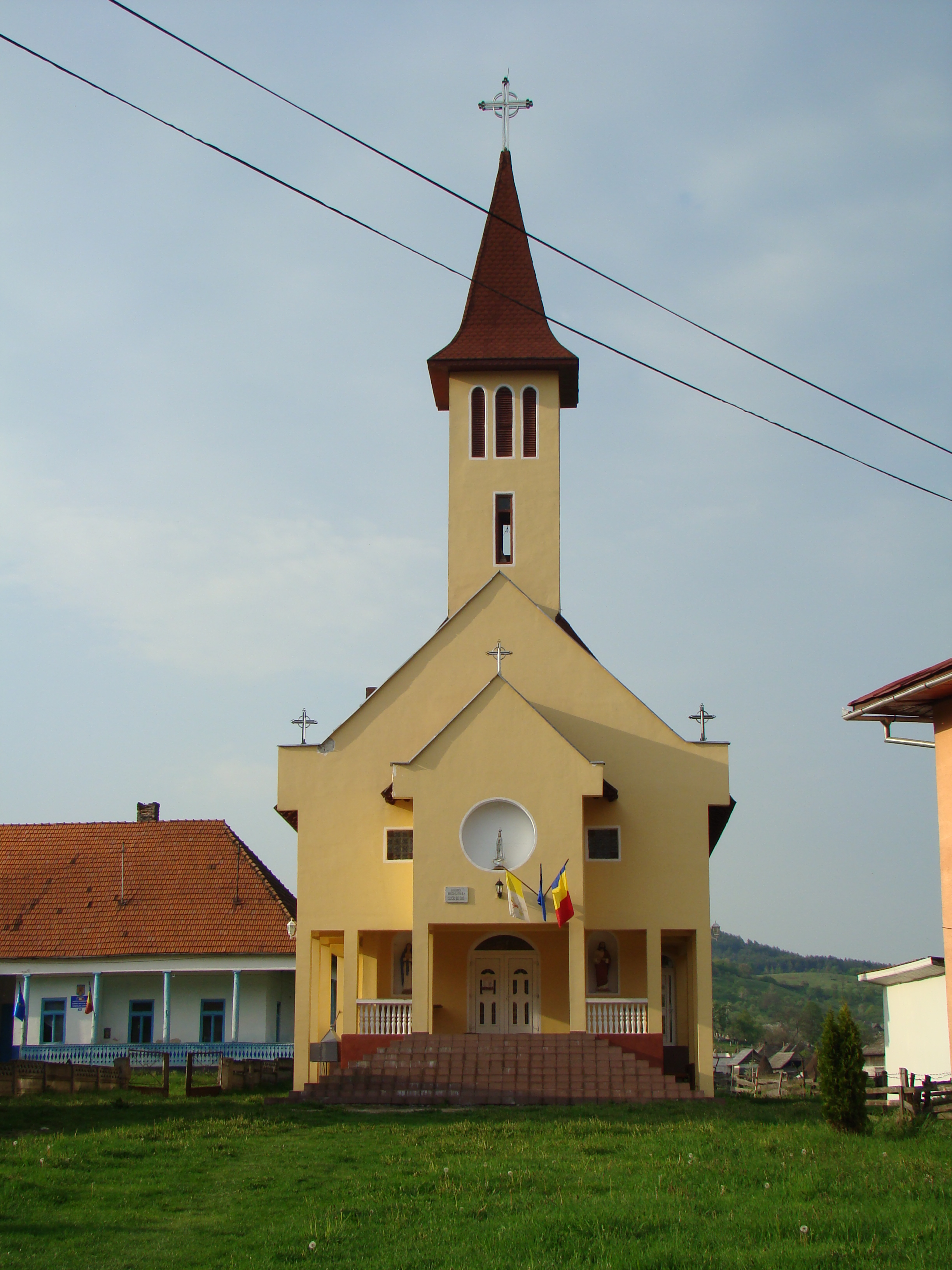
Biserica greco-catolică